# Віторіну Антуніш
Віторіну Антуніш (порт. Vitorino Antunes; нар. 1 квітня 1987, Фреамунде) — португальський футболіст, лівий захисник «Пасуш-де-Феррейра» та національної збірної Португалії.
Володар Кубка Італії у складі «Роми», дворазовий чемпіон України, володар Кубка та Суперкубка України у складі «Динамо».

## Клубна кар'єра

### Виступи у Португалії
Антуніш, що отримав від своїх батьків ім'я Віторіну (у перекладі з португальської — «переможець») народився в містечку Фреамунде, розташованому на півночі Португалії.
Уже з дев'яти років хлопчик почав займатися футболом у місцевому спортивному клубі з однойменною назвою. Він дебютував в основному складі команди 2004 року та провів за клуб, який виступає у другому португальському дивізіоні, два сезони, взявши участь у 44 матчах чемпіонату.
Улітку 2006 в статусі вільного агента перейшов до клубу «Пасуш ді Феррейра». У свій перший сезон у вищому дивізіоні португальського чемпіонату юний гравець провів 23 матчі, а команда посіла 6-те місце й пробилася до Кубку УЄФА. Крім того Віторіну забив три м'ячі, серед яких гол, що приніс нічию «Пасушу» в матчі з «Порту». Після цього вдалого сезону, молодим гравцем стали цікавитися різноманітні європейські клуби, серед яких «Бенфіка», «Спортинг» (Лісабон), «Атлетико Мадрид», «Осер», «Астон Вілла» і «Андерлехт». Антуніш майже підписав контракт з «Ювентусом», однак угода зірвалася. Через це агенти терміново почали шукати Антунішу інший варіант, і 29 серпня 2007 року, за два дні до закінчення трансферного «вікна», Антуніш на правах оренди перейшов в італійську «Рому», що заплатила за річну оренду 300 тисяч євро. Також римська команда отримала право до 15 квітня 2008 року викупити контракт футболіста.

### «Рома» та оренди
Однак Антуніш довгий час не міг виступати в складі «Роми» через те, що місця на обох флангах оборони були «закриті» Крістіаном Пануччі, Максом Тонетто, Марко Кассетті та Сісінью. 12 грудня 2007 року Антуніш дебютував у складі «Роми» в матчі ліги чемпіонів з «Манчестер Юнайтед» (1:1). Після гри на вебсайті «Роми» Антуніш був визнаний найкращим гравцем матчу. Після цього Антуніш зіграв в 1/8 Кубка Італії з «Торіно». 20 січня 2008 року Антуніш дебютував в серії A в матчі з «Катанією», в якому Рома перемогла 2:0. Проти цього ж клубу він зіграв і у півфіналі Кубка Італії, але в цілому у весняній частині сезону 2007/08 більше практично не використовувався, програвши конкуренцію за місце в складі італійським збірникам.
Незважаючи на це 2 квітня 2008 року Рома викупила контракт гравця, заплативши 1,2 млн євро. Незважаючи на покупку гравця, Антуніш рідко з'являвся у складі клубу, через що не поїхав на чемпіонат Європи, хоча був одним з кандидатів на місце в заявці збірної Португалії.
17 липня 2008 року Антуніш був орендований клубом «Лечче», що заплатили за це 200 тис. євро. За сезон в «Лечче» Антуніш провів лише 10 матчів. Його грі заважали численні дрібні травми, через які він довгий час відновлювався.
Влітку 2009 року Антуніш повернувся в «Рому», але за основну команду не грав. У грудні того ж року Віторіну покинув столицю Італії та повернувся на батьківщину, де півроку виступав на правах оренди за «Лейшойнш».
Влітку 2010 року знову ненадовго повернувся в Рим, після чого 31 січня 2011 року в останній день трансферного вікна Антуніш перейшов на правах оренди в «Ліворно» з Серії Б, де провів лише 6 матчів до кінця сезону.
Провівши другу половину 2011 року знову в Римі, на початку 2012 перейшов на правах оренди в грецький «Паніоніос».

### Повернення в «Пасуш» та «Малага»
28 червня 2012 року, після повернення з Греції, Віторіну покинув «Рому» та на правах вільного агента підписав угоду на три роки зі своєю колишньою командою «Пасуш ді Феррейра». У клубі він став заміною Луїзінью, що пішов у «Бенфіку».
Проте провівши лише пів року, взимку 2013 року Антуніш на правах оренди перейшов в іспанську «Малагу», де мав замінити Начо Монреаля, який перейшов у лондонський «Арсенал». 9 лютого 2013 року в матчі проти «Леванте» він дебютував в Ла Лізі за новий клуб. 8 травня в поєдинку проти мадридського «Реала» (2:6) Антуніш забив свій перший гол за «Малагу». Всього у весняній частині сезону 2012/13 Віторіну взяв участь в 11 матчах Прімери і провів всі чотири поєдинки плей-офф Ліги чемпіонів, включаючи драматичний матч чвертьфіналу проти дортмундської «Боруссії», в якому його команда пропустила два голи в компенсований час, програла 3:2 і подарувала німецькому клубу путівку в півфінал.
Після закінчення терміну оренди андалузці викупили трансфер Віторіну за 1,25 млн євро. В наступному сезоні чемпіонату Іспанії Антуніш став незамінним лівим захисником «Малаги» у складі команди Бернда Шустера, провівши в цілому 36 матчів. Найважливішим для футболіста став і факт повернення після більш ніж п'ятирічної перерви до лав збірної Португалії.
У новому сезоні 2014/15 португалець відіграв 15 ігор, забивши один гол. Захисник знову опинився в трансферних списках відомих європейських клубів, зокрема лондонського «Арсенала», головний тренер якого Арсен Венгер став підшукувати заміну тому самому Начо Монреалю.

### «Динамо»
2 лютого 2015 року уклав контракт на 4,5 роки з київським «Динамо». Трансфер гравця оцінювався у 6 мільйонів євро. Дебютував за нову команду 19 лютого в матчі Ліги Європи проти французького «Генгама» (1:2). 19 березня 2015 забив свій перший гол за Динамо в єврокубках, у матчі Ліги Європи проти англійського «Евертона».

#### «Хетафе»
21 липня 2017 року перейшов до іспанського «Хетафе» на правах оренди.

## Виступи за збірні
2005 року дебютував у складі юнацької збірної Португалії, взяв участь у 19 іграх на юнацькому рівні, відзначившись 3 забитими голами.
Протягом 2006—2008 років залучався до складу молодіжної збірної Португалії, зігравши у 22 офіційних матчах (3 голи). Крім цього Антуніш взяв участь у всіх матчах команди Португалії в на молодіжному чемпіонаті світу 2007 року у Канаді, забивши гол у матчі групового етапу у ворота Мексики.
5 червня того ж року у 20-річному віці Віторіну дебютував у національній збірній країни, вийшовши на заміну замість Паулу Феррейри в товариському матчі зі збірною Кувейту.
Наразі провів у формі головної команди країни 13 матчів, а 14 листопада 2017 року забив свій дебютний гол у товариському поєдинку проти збірної США, який допоміг португальцям здобути нічию.

## Статистика виступів
Станом на кінець 21 січня 2015 року

### Статистика клубних виступів
| Сезон                         | Команда                       | Чемпіонат                     | Чемпіонат | Чемпіонат | Національний кубок | Національний кубок | Національний кубок | Континентальні кубки | Континентальні кубки | Континентальні кубки | Інші змагання | Інші змагання | Інші змагання | Усього | Усього |
| Сезон                         | Команда                       | Ліга                          | Ігор      | Голів     | Ліга               | Ігор               | Голів              | Ліга                 | Ігор                 | Голів                | Ліга          | Ігор          | Голів         | Ігор   | Голів  |
| ----------------------------- | ----------------------------- | ----------------------------- | --------- | --------- | ------------------ | ------------------ | ------------------ | -------------------- | -------------------- | -------------------- | ------------- | ------------- | ------------- | ------ | ------ |
| 2004-05                       | «Фреамунді»                   | СЛ                            | 22        | 0         |                    | —                  | —                  |                      | —                    | —                    |               | —             | —             | 22     | 0      |
| 2005-06                       | «Фреамунді»                   | СЛ                            | 22        | 0         |                    | —                  | —                  |                      | —                    | —                    |               | —             | —             | 22     | 0      |
| Усього за «Фреамунді»         | Усього за «Фреамунді»         | Усього за «Фреамунді»         | 44        | 0         |                    |                    |                    |                      |                      |                      |               |               |               | 44     | 0      |
| 2006-07                       | «Пасуш ді Феррейра»           | ПЛ                            | 23        | 3         |                    | —                  | —                  |                      | —                    | —                    |               | —             | —             | 23     | 3      |
| 2007-08                       | «Пасуш ді Феррейра»           | ПЛ                            | 2         | 0         |                    | —                  | —                  |                      | —                    | —                    |               | —             | —             | 2      | 0      |
| 2007-08                       | «Рома»                        | A                             | 5         | 0         | КІ                 | 3                  | 0                  | ЛЧ                   | 1                    | 0                    |               | —             | —             | 9      | 0      |
| 2008-09                       | «Лечче»                       | A                             | 10        | 0         | КІ                 | —                  | —                  |                      | —                    | —                    |               | —             | —             | 10     | 0      |
| 2009-10                       | «Лейшойнш»                    | ПЛ                            | 11        | 0         | КП                 | 1                  | 0                  |                      | —                    | —                    |               | —             | —             | 12     | 0      |
| 2010-11                       | «Ліворно»                     | B                             | 6         | 0         | КІ                 | —                  | —                  |                      | —                    | —                    |               | —             | —             | 6      | 0      |
| 2011-12                       | «Паніоніос»                   | СЛ                            | 10        | 1         | КГ                 | —                  | —                  |                      | —                    | —                    |               | —             | —             | 10     | 1      |
| 2012-13                       | «Пасуш ді Феррейра»           | ПЛ                            | 14        | 3         | КП+КПЛ             | 3+1                | 0+0                |                      | —                    | —                    |               | —             | —             | 18     | 3      |
| Усього за «Пасуш ді Феррейра» | Усього за «Пасуш ді Феррейра» | Усього за «Пасуш ді Феррейра» | 39        | 6         |                    |                    |                    |                      |                      |                      |               |               |               | 39     | 6      |
| 2012-13                       | «Малага»                      | ПД                            | 11        | 1         | КІ                 | —                  | —                  | ЛЧ                   | 4                    | 0                    |               | —             | —             | 15     | 1      |
| 2013-14                       | «Малага»                      | ПД                            | 36        | 0         | КІ                 | 2                  | 1                  |                      | —                    | —                    |               | —             | —             | 38     | 1      |
| 2014-15                       | «Малага»                      | ПД                            | 6         | 1         | КІ                 | 0                  | 0                  |                      | —                    | —                    |               | —             | —             | 6      | 1      |
| Усього за «Малагу»            | Усього за «Малагу»            | Усього за «Малагу»            | 53        | 2         |                    | 2                  | 1                  |                      | 4                    | 0                    |               |               |               | 59     | 3      |
| 2004-15                       | «Динамо» (Київ)               | ПЛ                            | 3         | 1         | КУ                 | 0                  | 0                  | ЛЄ                   | 2                    | 1                    |               | —             | —             | 5      | 2      |
| Усього за кар'єру             | Усього за кар'єру             | Усього за кар'єру             | 178       | 8         |                    | 11                 | 1                  |                      | 6                    | 1                    |               |               |               | 195    | 12     |

## Титули і досягнення
- «Рома»
  -  Кубок Італії (1): 2007-08

- «Динамо» (Київ)
  -  Чемпіон України (2) : 2014-15, 2015-16
  -  Кубок України (1) : 2014-15
  -  Суперкубок України (1) : 2016

- «Спортінг»
- Кубка португальської ліги (1): : 2020-21
- Чемпіон Португалії (1): 2020-21